# Джеймс Фенимор Купър
Джеймс Фенимор Купър (1789 – 1851) е първият голям американски писател, наричан Американски Уолтър Скот.
Неговите приключенски романи са филмирани многократно, създател е на архетипа американски герой – смелия бял мъж от граничните територии, добре познаващ индианската култура, водещ независим, свободен живот близо до природата, чужд на „цивилизацията“, която носят заселниците. Купър е автор на повече от 30 романа, най-известни сред които са „Последният мохикан“, „Прерията“, „Следотърсача“ и др.

## Биография и творчество
Купър е роден в Бърлингтън, Ню Джърси, в семейство на квакери. Баща му Уилям Купър е видна обществена личност. Град Купърстаун, Ню Йорк, е основан от него и наречен на негово име. Малкият Джеймс прекарва детство, изпълнено с игри в девствени многовековни гори и отрано развива чувство на любов и уважение към природата, която присъства във всичките му книги.
Получава добро образование и постъпва в Йейл, но е изключен от университета за устройване на непочтителни шеги, една от които била да учи магаре да сяда на професорски стол. Тогава Купър става моряк и пътува по море няколко години.
След смъртта на баща му (1809) финансовата му независимост е осигурена, той се отказва от моряшкия живот и през 1811 г. се жени за Сюзън де Ланси, сред чиито прадеди е имало губернатори на колонията Ню Йорк. След женитбата Купър заживява спокоен уседнал живот в собствената си ферма. Ежедневието на младото семейство е почти идилично. Един ден, когато довършва четенето на роман от английската писателка Джейн Остин, Купър възкликва: „Аз бих могъл да напиша по-хубав роман!“ – и с тези думи започва писателската кариера на един от най-продуктивните американски писатели.
Първият роман на Купър „Предпазливост“ (1820) е имитация на Джейн Остин и не се радва на голям успех.
Вторият му обаче, „Шпионинът“ (1821), макар пак имитация, този път на Уолтър Скот, пожънва заслужена слава. В него се разказва за американската война за независимост – тема, изключително интересна за американската публика. Скот вдъхновява Купър добре да рисува противоположни портрети – или истински герои, или истински злодеи. По подобен прост модел са изградени и женските му образи – руси и невинни или тъмни и страстни. През 1823 г. се появява „Пионери“. С него започва серията романи, писани в продължени на 20 години, известни под общото заглавието „Истории за Кожения чорап“ (Leatherstocking Tales), тъй като във всички тях участва един главен герой – Нати Бъмпо Коженият чорап. Нати е бял, който живее сред индианци. Индианското му име е Ястребово око. Цялата поредица романи за Нати включва още „Ловецът на елени“, „Последният мохикан“, „Следотърсача“ и „Прерията“. Характерът на Нати не е напълно измислен. В него са вплетени черти на реално съществувала личност – Дениъл Бун, един от първите пионери в заселването на Дивия запад. Бун е поддържал приятелски връзки с индиански племена, познавал е тайни пътеки и планински проходи, което му помогнало да преведе белите заселници към западните, индиански територии.
От 1826 до 1833 г. Купър живее в Европа. Запознава се с Уолтър Скот, но му е неприятно да го представят като „Американския Уолтър Скот“. От всички европейски страни най-много харесва Италия, а литературните среди в Лондон му се струват отегчителни. През 1833 г. се завръща в Америка. Славата му носи и неприятности. Няколко пъти завежда дела срещу клевети в печата, като спечелва почти всички. Марк Твен написва остро критично есе срещу неговите стереотипни образи и изхабени похвати. С годините Купър става все по-жлъчен и недоволен. Започва да губи приятели поради нетактичност и липса на благоразумие.
Умира на 14 септември 1851 г. Съпругата му умира 4 месеца след него.

## За него
- Franklin, Wayne, James Fenimore Cooper: The Early Years. Yale University Press, 2007.
- Long, Robert Emmet, James Fenimore Cooper. New York: Continuum, 1990.
- Wallace, James D., Early Cooper and His Audience. Columbia University Press, 1986.
- Railton, Stephen, Fenimore Cooper: A Study of his Life and Imagination. Princeton University Press, 1978.
- Grossman, James, James Fenimore Cooper: A Biographical and Critical Study. Stanford University Press, 1949 (reissued 1967).
- Clavel, Marcel, Fenimore Cooper: Sa Vie et son Oeuvre: La Jeunesse (1789 – 1826). Aix-en-Provence: Imprimerie Universitaire de Provence, 1938.
- Boynton, Henry Walcott, James Fenimore Cooper. New York: The Century Co., 1931. A warm account, stressing Cooper's personal life and character
- Outland, Ethel P., The „Effingham“ Libels on Cooper: A Documentary History of the Libel Suits of James Fenimore Cooper, Centering Around the Three Mile Point Controversy and the Novel HOME AS FOUND, 1837 – 1845. Madison (WI): University of Wisconsin, 1929.
- Phillips, Mary E., James Fenimore Cooper. New York: John Lane, 1913.
- Clymer, W.B. Shubrick, James Fenimore Cooper. Boston: Small, Maynard & Co., 1908 (copyright 1900).
- Lounsbury, Thomas R., James Fenimore Cooper. Boston: Houghton Mifflin, 1883 (reprinted, New York: Chelsea House, 1981).
- Cooper, Susan Fenimore [daughter]. Pages and Pictures from the Writings of James Fenimore Cooper [excerpts, with long biographical introductions]. New York: W.A. Townsend, 1861 (and several reprints). Also introductions to selected volumes of the so-called Household Edition of Cooper [often expanded biographical information] Also „Small Family Memories“ in Vol. I, pp. 7 – 72, in James Fenimore Cooper [grandson] Correspondence of James Fenimore Cooper. (New Haven: Yale University Press, 1922)
- Greene, George Washington, Cooper and Personal Recollections of Cooper, in Biographical Sketches, pp. 9 – 73. New York: G.P. Putnam, 1860.
- Memorial of Cooper. New York: G.P. Putnam, 1852.